# Pedro Calomino
Pedro Calomino (Buenos Aires, 13 maart 1892 – aldaar, 12 januari 1950) was Argentijnse voetballer. 
Hij maakte in 1911 zijn debuut bij Boca en scoorde meteen in de wedstrijd tegen Independiente. Hij speelde voor de club tot zijn pensioen in 1924, met uitzondering van seizoen 1914. Hij was topschutter van Boca in de seizoenen 1913, 1915, 1916, 1917, 1918 en 1919, een record dat enkel door Martín Palermo verbroken werd.
Voor het nationale team speelde hij 37 wedstrijden en nam vier keer deel aan de Zuid-Amerikaanse kampioenschappen. In 1921 behaalde hij de titel met zijn land.

## Foto's

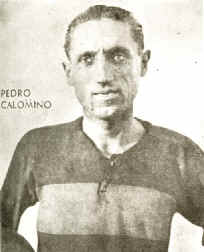
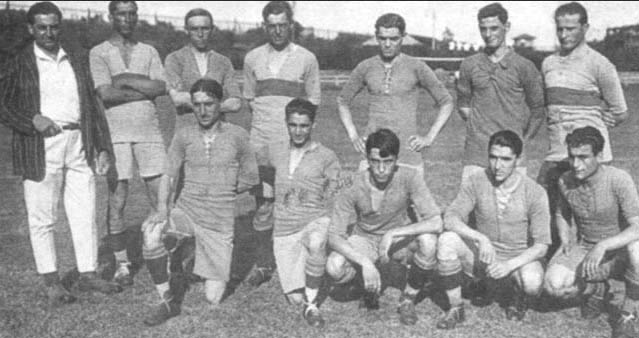
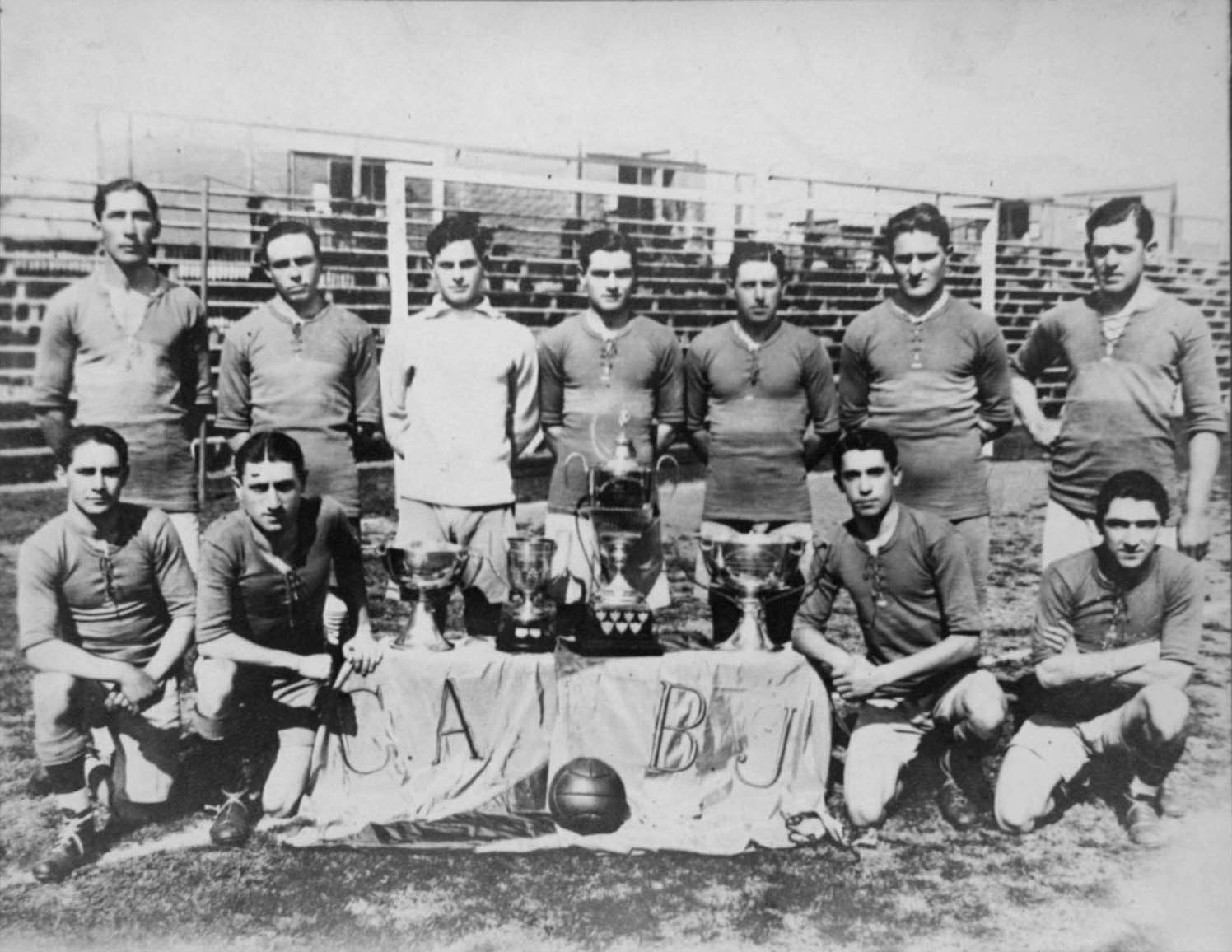